# Давидов Кирило Юрійович
Кирило Юрійович Давидов нар. 6 листопада 1988, Сімферополь) — український футболіст, що грав на позиції півзахисника. Відомий за виступами у складі сімферопольської «Таврії» у українській Прем'єр-лізі, а також у молодіжній збірній України.

## Кар'єра футболіста
Кирило Давидов народився у Сімферополі, та є вихованцем футбольної школи місцевої «Таврії». З 2005 року він грав у дублюючому складі сімферопольської команди. В основному складі Давидов дебютував 20 вересня 2006 року в матчі Кубка України проти ужгородського «Закарпаття», в якому відзначився забитим м'ячем. тривалий час Давидов на потрапляв до основного складу сімферопольської команди, тому на початку 2007 року він протягом півроку грав у оренді в клубі другої ліги «Хімік» з Красноперекопська, після чого повернувся до «Таврії». У Прем'єр-лізі футболіст дебютував 15 листопада 2008 року в матчі з маріупольським «Іллічівцем». Наступний матч в основі сімферопольської команди Давидов зіграв 7 листопада 2010 року у грі з харківським «Металістом». Надалі футболіст зовсім випав з основи команди, й після завершення дії контракту покинув клуб. Після відходу з «Таврії» Давидов грав за низку кримських аматорських команд до 2018 року.

## Виступи за збірні
У 2008 році Кирило Давидов зіграв 2 матчі за молодіжну збірну України зі збірними Нідерландів та Португалії.